# Bertha Züricher
Bertha Züricher (* 20. März 1869 in Bern; † 7. Oktober 1949 ebenda; heimatberechtigt in Burgdorf) war eine Schweizer Malerin und Kolumnistin.

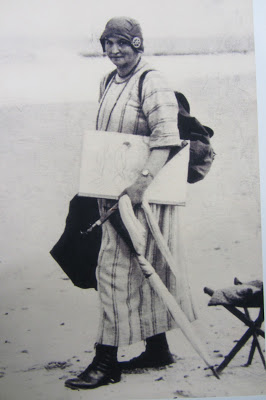
Bertha Züricher, 1922

## Leben
Bertha Züricher wuchs als Tochter des Oberrichters und früheren Obersten und Zeitungsredaktors Friedrich Alfred Züricher (1837–1887) in Bern auf. Ihre Schwester war Gertrud Züricher, ihr Bruder Ulrich Wilhelm Züricher.
Als ihr Vater 1887 und die Mutter ein Jahr später verstarben, konnte die Familie ihr neu erbautes Haus, das auf dem Land ihres Onkels Leuenberger auf der Murihalde errichtet worden war, nicht mehr beziehen und musste es verkaufen. Käufer war Joseph Victor Widmann, der sein Heim fortan Leuenberg nannte.
Züricher entschied sich nach einer Ausbildung in der Frauenarbeitsschule Basel, die Lehrerinnenstelle an der neugeschaffenen Frauenarbeitsschule Bern anzunehmen. Bis 1894 leitete sie die Weissnähkurse. Als sich durch das Wohlwollen ihres Vormunds ihre wirtschaftliche Situation änderte, beschloss sie, ihren lang gehegten Berufswunsch Malerin doch noch zu realisieren. Im Sommer 1895 ging sie mit 27 Jahren zur Ausbildung nach München. Im Folgejahr konnte sie an die Damenakademie des Künstlerinnenvereins wechseln, nachdem sie zuvor die Malschule von Paul Schultze-Naumburg besucht hatte. Im Herbst 1897 wechselte Züricher nach Paris; sich anfänglich in Kursen noch weiterbildend, lebte sie dort fortan als freischaffende Künstlerin mit einigem Erfolg. Sie schuf sich ein reiches Beziehungsnetz, das sich schliesslich über Frankreich, Deutschland, die Schweiz und darüber hinaus erstreckte.
Als junge Malerin hielt sich Züricher ab 1904 oft wochenlang im Haus ihrer Schwester in Lauenen auf. Dort schuf sie Landschaftsgemälde von der näheren und weiteren Umgebung und Porträts der Dorfbevölkerung, u. a. von der befreundeten Familie Gehret. Während des Sommers lebte Züricher mit Frau Gehret Tür an Tür auf dem Maiensäss Stierendungel. Dort entstand u. a. auch das Bild Die Sennerin, das später im Salon de Paris ausgestellt wurde. Das Modell dazu war nicht eine einheimische Sennerin, sondern eine Pariserin, die vor Ort die Landwirtschaft erlernen wollte.
Als ausgesprochene Feministin setzte sich Bertha Züricher von Beginn ihrer Laufbahn als Künstlerin für die Sache der Frau im Bereich der Bildenden Kunst und darüber hinaus ein. Couragiert und kämpferisch, wie sie war, mit gutem Selbstvertrauen sowie mit einer soliden Ausbildung versuchte sie mit Kolleginnen, Frauen die Vollmitgliedschaft in der Gesellschaft Schweiz. Maler, Bildhauer und Architekten (GSMBA) zu erreichen. Über Jahrzehnte wussten die männlichen Kollegen dies zu verhindern. Der ab 1908 amtierende Zentralpräsident der GSMBA, Ferdinand Hodler, prägte in jener Zeit den Spruch Mir wei känner Wiiber.

## Werk
Bertha Zürichers Werk umfasst vor allem Landschaften, Kinderporträts und Blumenbilder. Sowohl Ölmalerei, Aquarelle und ab 1908 auch Holzschnitte entstanden unter ihrer Hand. Ihr Werk zeigt sie ab 1896 in dichter Folge bis kurz vor ihrem Lebensende, in der Schweiz u. a. an zwölf Nationalen Kunstausstellungen und an mehreren Einzelausstellungen in der Kunsthalle Bern, im Kunstmuseum Bern und im Kunsthaus Zürich.
Sie schrieb Kolumnen für eine Reihe von Zeitschriften und Tageszeitungen, so für den Berner Bund, das Berner Tagblatt, Frauenzeitung «Berna». Unabhängiges Organ für bernische und allgemeine Fraueninteressen oder Die Berner Woche in Wort und Bild. Ein Blatt für heimatliche Art und Kunst.
Nach ihrem Tod wurde sie in der Kunsthalle Bern mit einer grossen Retrospektive geehrt. Ihr Nachlass wird von ihren Nachkommen verwaltet.